# Paysage au Cannet
Paysage au Cannet est un tableau réalisé par le peintre français Pierre Bonnard en 1928. De format horizontal, cette huile sur toile est un paysage qui représente Le Cannet, dans les Alpes-Maritimes. Orientée vers l'ouest, en direction de l'Esterel, la vue est prise depuis une colline en surplomb de la maison de l'artiste, dont on aperçoit le toit derrière l'arbre au centre de la composition. Cette dernière comprend dans son angle inférieur droit un autoportrait du créateur, qui se figure allongé à côté de deux chèvres, comme un berger dans une pastorale. Achetée en 2018, l'œuvre est conservée au musée d'Art Kimbell, à Fort Worth, au Texas, dans le Sud des États-Unis.

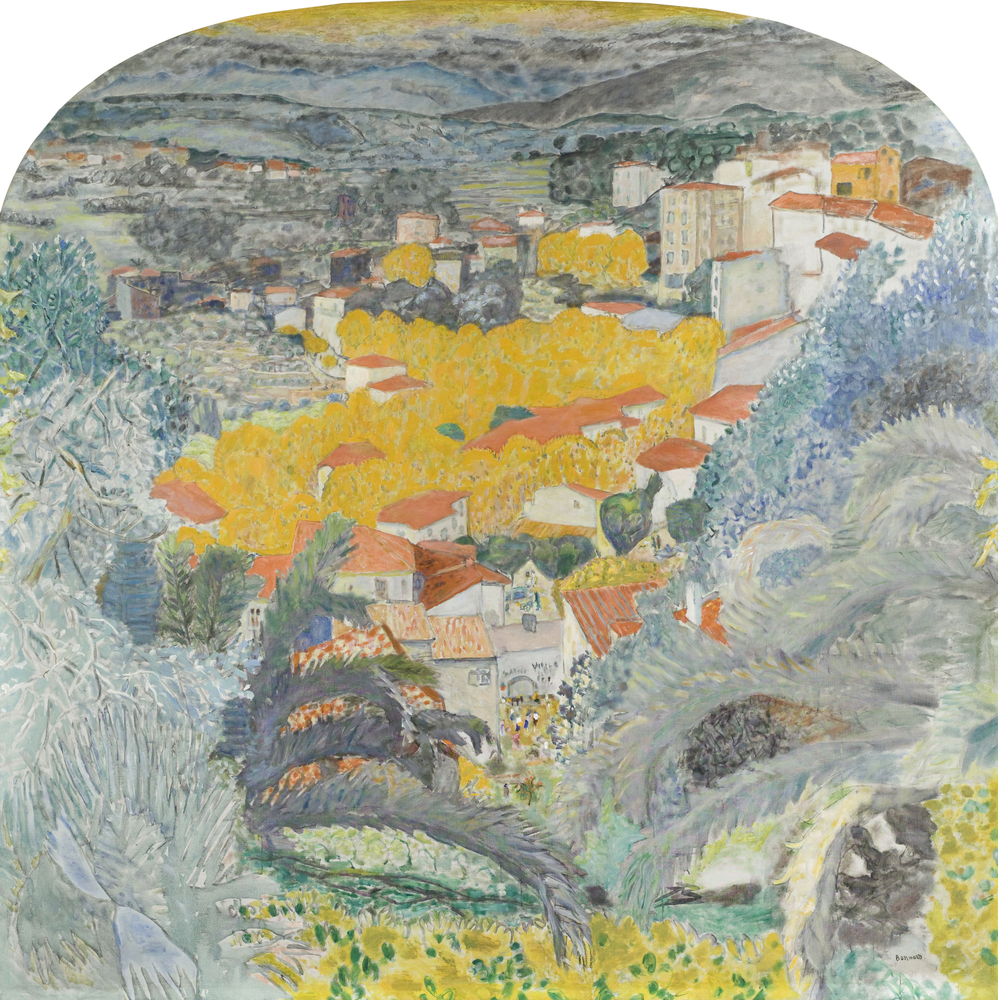
Vue du Cannet, 1925 ou 1927 – Musée Bonnard, Le Cannet.
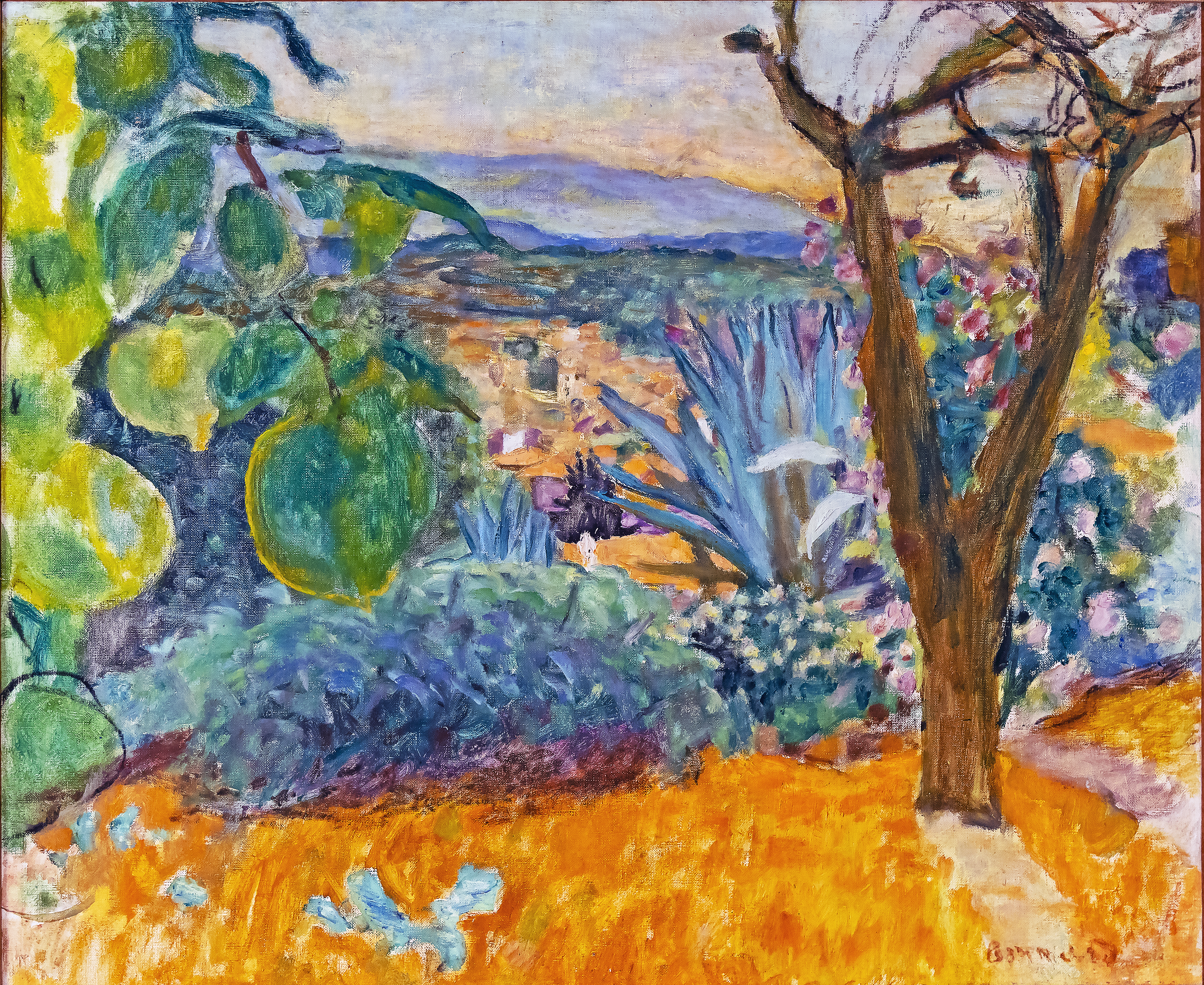
Le Cannet, 1930 – Fondation Bemberg, Toulouse.

## Postérité

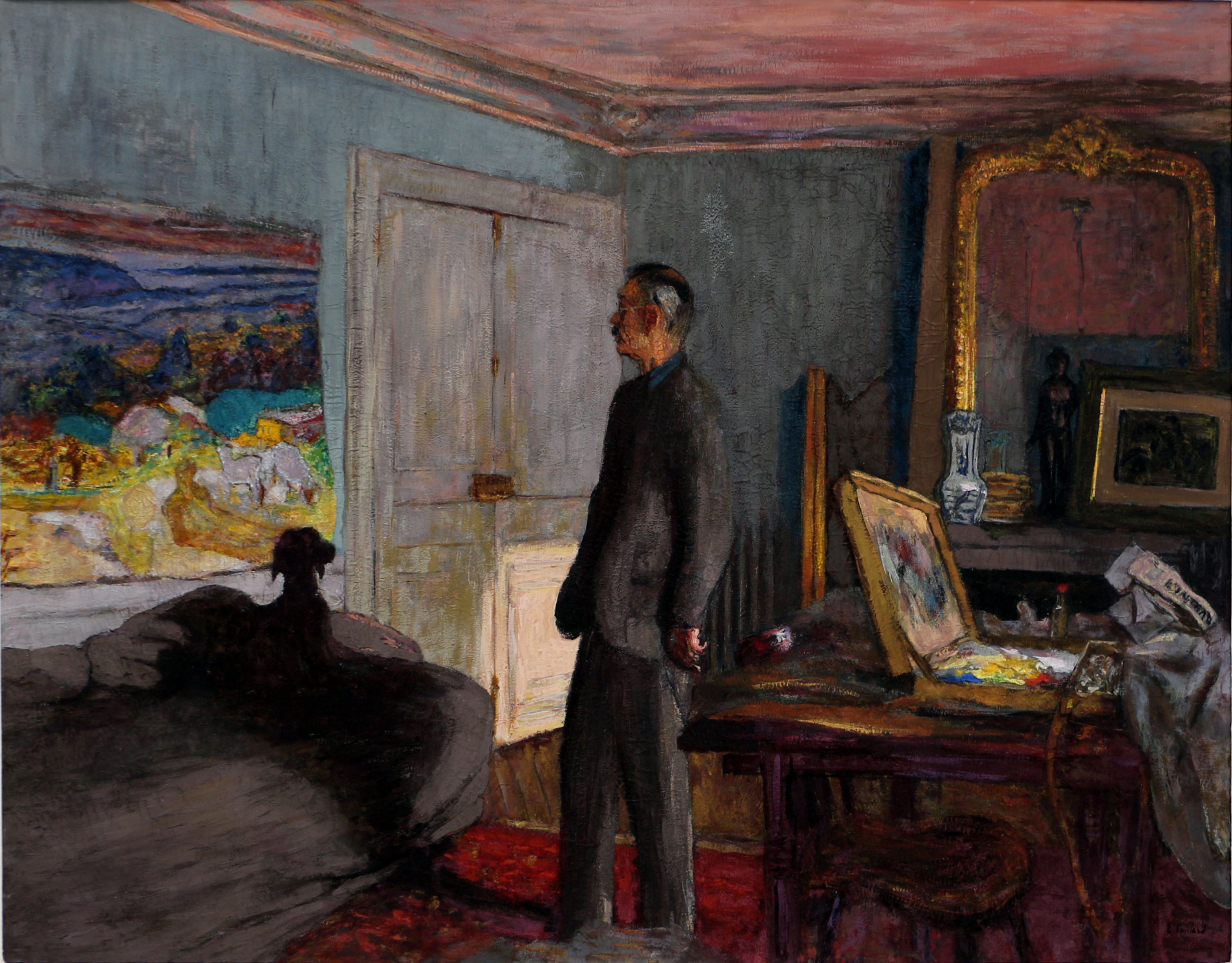
Édouard Vuillard, Portrait de Pierre Bonnard, 1930-1935 – Musée d'Art moderne de Paris, à Paris.

Édouard Vuillard est l'auteur d'un Portrait de Pierre Bonnard qui figure le peintre regardant Paysage au Cannet accroché à un mur dans un intérieur. Cette toile de 1930-1935 fait partie des collections du musée d'Art moderne de Paris, à Paris.